# Stenopus hispidus
Stenopus hispidus is een tienpotigensoort uit de familie van de Stenopodidae. De wetenschappelijke naam van de soort is voor het eerst geldig gepubliceerd in 1811 door Olivier.